# Desarrollo agroindustrial en Izúcar de Matamoros
El valle de Matamoros, Puebla es una región natural del estado mexicano de Puebla que desde la Colonia se destaca por su agroindustria dedicada a la producción y transformación de la caña de azúcar. Ubicado en la Región Mixteca Baja Poblana, abarca el municipio de Izúcar de Matamoros y parte de los de Chietla, Tehuitzingo y Tepeojuma. El ingenio de Atenzingo, ubicado en el municipio de Chietla, es el más grande del país.

El valle es famoso por su sistemas de irrigación. Hasta la fecha coexisten dos formas de infraestructura hidráulica, diferentes, y sin embargo, complementarias. Una, originaria de Mesoamérica, y otra introducida por los conquistadores españoles en el siglo XVI. La primera está representada por las acequias. La segunda por los acueductos. Ambas permitieron el desarrollo agroindustrial de la región, al favorecer la agricultura de nuevos cultivos traídos por los conquistadores, transformados en colonos, como son caña de azúcar, el arroz, el ajo, la cebolla y los cítricos, entre otros. 

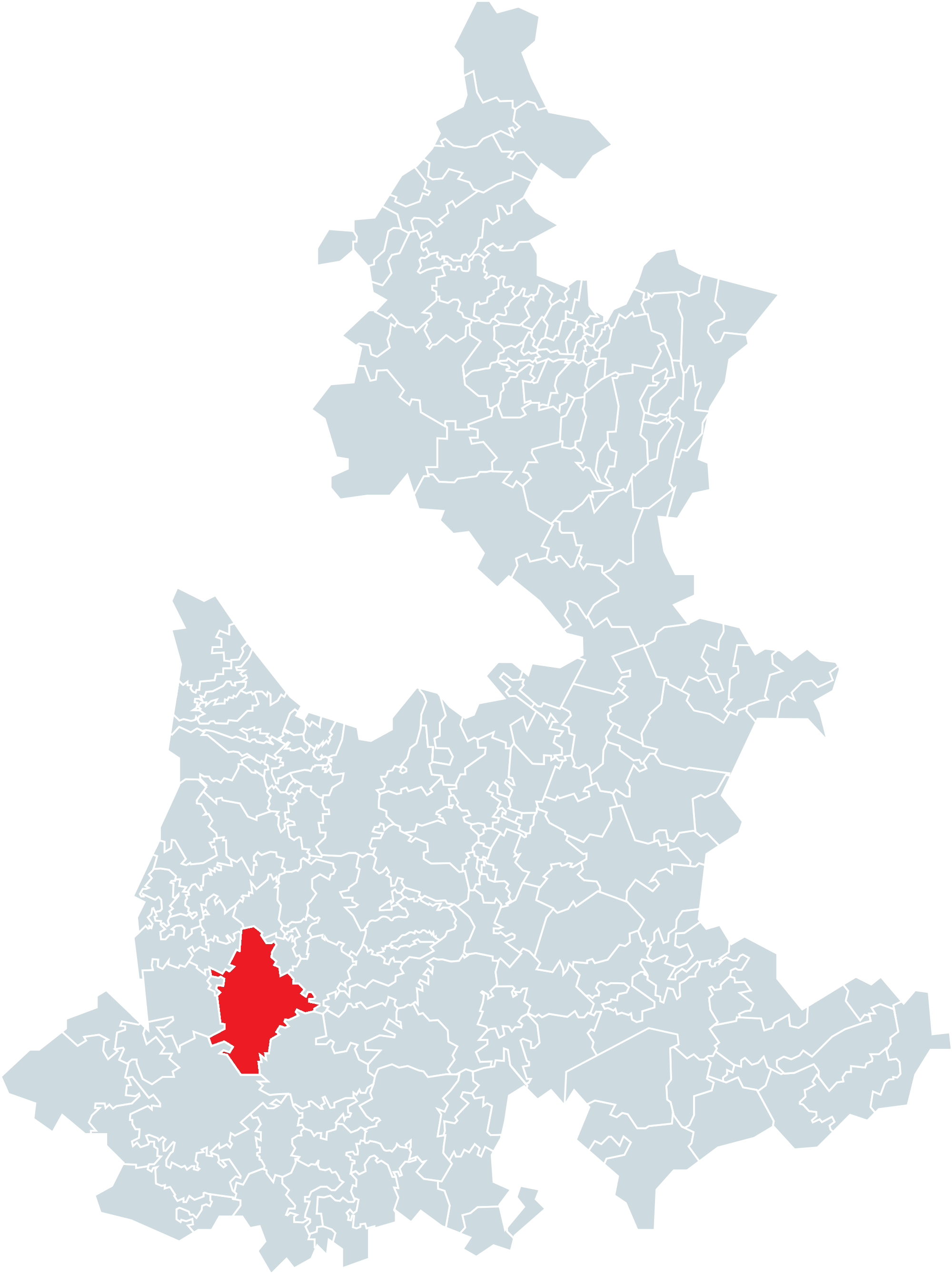
085 Izúcar de Matamoros mapa

## Sistema de la agricultura prehispánica en Izúcar
Antaño se consideró que la agricultura en Mesoamérica era de milpa o roza, y se imaginó a las sociedades mesoamericanas como rurales y primitivas. Sin embargo, una nueva generación de antropólogos empezó a estudiar las estructuras sociales y económicas de las sociedades de Mesoamérica, el crecimiento de las ciudades y los sistemas de producción y distribución. 
A principios de la década de los años cuarenta del siglo XX el arqueólogo y antropólogo español Pedro Armillas presentó las primeras evidencias sólidas sobre la existencia de una agricultura de riego prehispánica, consistentes en materiales etnológicos, arqueológicos y etnográficos. Otros investigadores como el arqueólogo William T. Sanders y los antropólogos Eric Wolf y Ángel Palerm corroboraron esta información con sus hallazgos arqueológicos, de tal modo se pudo establecer la relación entre crecimiento poblacional, formaciones sociopolíticas y los sistemas de agricultura.
En la zona de Izúcar de Matamoros, la agricultura originaria era de riego y consistía en el cultivo de maíz, frijol, algodón, chile, calabaza, tomate y jitomate, principalmente, además de árboles frutales diversos como zapote, anona, chirimoya, aguacate, chicozapote, mamey, entre otros. Los pueblos nativos del valle irrigaban sus parcelas con agua tomada del río Nexapa, de los manantiales y ojos de agua, la que era conducida por un sistema de acequias, que todavía están en funciones. Esta fue una innovación tecnológica implementada por los mexica en el siglo XV.
En septiembre de 1520 los conquistadores españoles al mando de Hernán Cortés atacaron Izúcar y aniquilaron a sus defensores, capitaneados por el valiente guerrero Nahuaiácatl. Después de pacificada la ciudad los caciques indios de la región rindieron pleitesía a Cortés. 
El propio Conquistador en su Segunda Carta de Relación dirigida al emperador Carlos I expresó su asombro ante la abundancia de oratorios y templos, la fertilidad de los campos y la abundancia de agua que halló en Izúcar.

## Sistema agrícola europeo: inicio de la agroindustria
A mediados del siglo XVI, los conquistadores hispanos llegaron a la región y establecieron las encomiendas, a Pedro de Alvarado le correspondió la encomienda de Izúcar. Posteriormente, los españoles se repartieron las tierras del valle, fundaron haciendas e introdujeron la caña de azúcar para industrializarla en sus trapiches. Para cocinar el jugo de caña talaron los bosques y en la superficie desmontada sembraron más caña. Además para proveer de agua a estas rudimentarias fábricas de azúcar construyeron acueductos. Cada hacienda poseyó el suyo, de los que hay numerosos vestigios en terrenos de las ex haciendas de San Nicolás Tolentino, San Juan Colón, San Juan Bautista Raboso, San Félix Rijo, San Lucas Matlala, San José Teruel, Espíritu Santo Tatetla, por mencionar algunas. Los españoles aportaron también el arado, la yunta de bueyes, y los machetes como instrumentos agrícolas.
Fue durante los siglos XVIII y XIX cuando la región izucarense vivió el mayor desarrollo azucarero.

## Conflictos por la tierra y el agua
La agricultura española alteró el equilibrio ecológico, el paisaje e inició la disputa por la propiedad de la tierra y el agua entre los hacendados y las “repúblicas de indios” de la región. 
Con respecto a la posesión de aguas y tierras, las comunidades indias nativas de Izúcar poseían títulos de propiedad otorgados por la Corona española,  y con base en ellos fundamentaron sus demandas contra los hacendados, quienes habían expandido sus haciendas azucareras mediante la adquisición de mayores extensiones de tierra y la instalación y mejoramiento de su infraestructura física para aumentar producción y ganancia.
Para zanjar los problemas con respecto al uso y posesión del agua, en 1635 la Corona española envió a la región izucarense al fiscal Juan González de Peñafiel, para que investigase los fuertes conflictos entre indios y españoles. La sentencia que emitió se propuso frenar las prácticas de los españoles en detrimento de las comunidades indias, consistentes en tomar más agua de la requerida y almacenarla en jagüeyes para el cultivo de siembra y crianza de animales. Estableció los surcos de agua, medida antigua del líquido, que correspondería a cada propietario español y a cada comunidad indígena. Esta medida generó “usos y costumbres” entre la población y favoreció la privatización del agua.

## Cambios tecnológicos
En la segunda mitad del siglo XIX se produjo un proceso de cambio y modernización de la industria azucarera del país debido a que los principales hacendados productores incorporaron nueva tecnología. 
A partir de 1880 se introdujo la moderna maquinaria de vapor, de procedencia extranjera, nuevas técnicas de cultivo y variedades de caña más adecuadas para cada región, así como la preparación de expertos agrícolas, lo que se complementó con el arribo del ferrocarril que permitió la salida de la producción hacia otros mercados.

## El valle y la revolución
El valle de Matamoros fue escenario importante de la revolución mexicana. Muchos de los participantes, sobre todo del ejército zapatista, nacieron en la región. Desde antes de que estallara el movimiento, Emiliano Zapata conocía muy bien estas tierras porque él y su hermano Eufemio trabajaron de jóvenes en las haciendas de la región, donde hicieron muchos amigos. Desde el primer levantamiento de Zapata, al frente del Ejército Libertador del Sur , hasta el triunfo de Carranza los enfrentamientos en la zona fueron continuos y muy destructivos para vidas y haciendas. 
En 1921, al finalizar el conflicto revolucionario, regresaron los hacendados y encontraron sus propiedades dañadas, además de enfrentar múltiples compromisos económicos, casi imposibles de cumplir. En esas condiciones vendieron sus tierras y haciendas. El principal comprador fue William O. Jenkins, empresario norteamericano, quien adquirió once haciendas del valle de Matamoros y creó un complejo agroindustrial para la siembra, cosecha e industrialización de la caña de azúcar, entre 1921 y 1938, cuya sede fue la ex hacienda de San José Atencingo. Jenkins concentró bajo su mando 123,000 hectáreas de tierra de la mejor calidad, irrigadas por las aguas de la cuenca de los ríos Nexapa y Atoyac.

## El ingenio de Atencingo
Hasta la actualidad el ingenio de Atenzingo, ubicado en el municipio de Chietla, es el más grande de México. Proporciona trabajo fijo a cerca de mil empleados y temporal a más de 2,500 familias, es decir, a gran parte de la población del valle de Matamoros, en especial de diciembre a mayo, época de la zafra, es decir, el tiempo que dura el proceso de cosecha de caña y molienda de azúcar.
Como el resto de los ingenios del país, fue privado, del gobierno y otra vez privado. Posteriormente, fue administrado por el  “Fideicomiso de Empresas Expropiadas del Sector Azucarero (FEESA), que vendió esta fábrica junto con la de San Cristóbal, en Veracruz, por 1,974 millones de pesos a la firma Zucarmex…” en 2015.